# Йоро (Ґіфу)

35°18′30″ пн. ш. 136°33′41″ сх. д. / 35.30833° пн. ш. 136.56139° сх. д.
Йоро́ (яп. 養老町, ようろうちょう, МФА: [joːɾoː t͡ɕoː]) — містечко в Японії, в повіті Йоро префектури Ґіфу. Станом на 1 квітня 2009 площа містечка становила 72,14 км². Станом на 1 липня 2011 населення містечка становило 31 097 осіб.